# Ковальская, Халина
Халина Ковальская (пол. Halina Kowalska) — польская актриса театра, кино и телевидения.

## Биография
Халина Ковальская родилась 27 июля 1941 года во Влодаве. Актёрское образование получила в Киношколе в Лодзи, которую окончила в 1966 году. Дебютировала в театре в 1966. Актриса театров в Калише и Варшаве. Выступала в спектаклях «театра телевидения» 1968–1987. 

## Избранная фильмография
- 1963 — Кодовое название «Нектар» / Kryptonim Nektar
- 1971 — Не люблю понедельник / Nie lubię poniedziałku
- 1971 — Кардиограмма / Kardiogram
- 1971 — Миллион за Лауру / Milion za Laurę
- 1971 — Беспокойный постоялец / Kłopotliwy gość
- 1973 — Санаторий под клепсидрой / Sanatorium pod klepsydrą
- 1974 — Нет розы без огня / Nie ma róży bez ognia
- 1983 — Альтернативы 4 / Alternatywy 4 (телесериал)